# Carla Salinas
Carla Salinas (3 de enero de 1995) es una deportista argentina que compite en taekwondo. Ganó dos medallas en el Campeonato Panamericano de Taekwondo en los años 2012 y 2016.

## Palmarés internacional
| Campeonato Panamericano | Campeonato Panamericano | Campeonato Panamericano | Campeonato Panamericano |
| Año                     | Lugar                   | Medalla                 | Categoría               |
| ----------------------- | ----------------------- | ----------------------- | ----------------------- |
| 2012                    | Sucre (Bolivia)         | Medalla de plata        | –62 kg                  |
| 2016                    | Querétaro (México)      | Medalla de oro          | –53 kg                  |